# كأس الاتحاد الإنجليزي 1927–28
كأس الاتحاد الإنجليزي 1927–28 (بالإنجليزية: 1927–28 FA Cup)‏ هو الموسم 53 من  كأس الاتحاد الإنجليزي. أقيم خلال الفترة 3 سبتمبر 1927 وحتى 21 أبريل 1928، والذي يشرف على تنظيمه الاتحاد الإنجليزي لكرة القدم، وكان عدد الأندية المشاركة فيه  64، وفاز فيه بلاكبيرن روفرز.